# L'Affaire Nicolas Le Floch
L'Affaire Nicolas Le Floch est un roman policier historique de Jean-François Parot publié en 2002.

## Résumé
En 1774, Julie de Lastérieux, maîtresse de Nicolas, meurt d'empoisonnement. Peu après, le roi Louis XV envoie Nicolas à Londres pour empêcher Morande de lui nuire. Il y rencontre le chevalier d'Éon. À son retour, il apprend qu'il est héritier de Julie. Mais le testament était un faux destiné à  l'accuser. 
Casimir, esclave de Julie, est soupçonné et emprisonné, puis trouvé mort en prison. Le roi meurt en mai. Nicolas arrête Camusot et Müvala. Lors de leur procès, malgré leur culpabilité, Louis XVI les bannit. 
Sartine devient ministre de la Marine à la place de Turgot et Lenoir le remplace.

## Adaptation pour la télévision
Le roman a été adapté à la télévision en 2009 sur France 2 dans la série Nicolas Le Floch.